# Constantí II Mukhrani-batoni
Constantí II fou l'11è príncep de Mukhran (Mukhrani-batoni) breument el 1710.
Era fill d'Asoci Mukhrani-batoni i va deposar el seu oncle Papuna Mukhrani-batoni. A les poques setmanes fou deposat pel seu oncle Irakli Mukhrani-batoni.
Va morir el 1716.